# Trojans de l'USC (football américain)
Pour le club omnisports, voir Trojans de l'USC.
Stade
Maillots
Champion 1928, 1931, 1932, 1939, 1962, 1967, 1972, 1974, 1978, 2003, 2004
Saison en cours
Le programme de football américain des Trojans de l'USC représente l'université de Californie du Sud située à Los Angeles en Californie au sein de la NCAA Division I Football Bowl Subdivision (FBS).
Membre de la Pacific-12 Conference depuis la saison 1959, elle rejoint la Big Ten Conference en 2024.
Le programme a décroché le titre national en NCAA à 11 reprises (1928, 1931, 1932, 1939, 1962, 1967, 1972, 1974, 1978, 2003 et 2004).

## Histoire

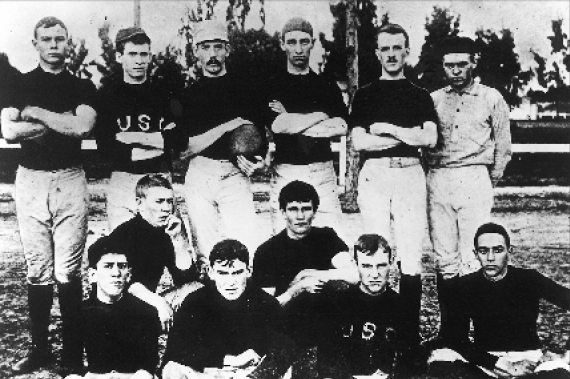
La première équipe de football américain de l'UCS en 1888. Avant d'être dénommés Trojans les joueurs étaient appelés les Méthodistes de l'USC (USC Methodists).

L'équipe de football américain de l'USC a débuté ses activités en 1888 en remportant 16 à 0 son premier match joué le 14 novembre contre l'Alliance Athletic Club. Frank Suffel (en) et Henry H. Goddard étaient les entraîneurs de l'équipe formée autour du quarterback Arthur Carroll lequel s'était porté volontaire pour confectionner les pantalons de l'équipe (il deviendra tailleur par la suite). L'USC rencontre pour la première fois une équipe universitaire en automne 1889 remportant 40 à 0 le match joué contre Université Loyola Marymount 
En 1893, l'USC devient membre de l'Intercollegiate Football Association of Southern California (précurseur de la Southern California Intercollegiate Athletic Conference (en)). Cette association était composée de l'USC, de l'Occidental College, de la Throop Polytechnic Institute (Cal Tech) et de Chaffey College (en). Pomona College et Los Angeles High School (en) avaient décliné l'invitation.
Avant d'être officiellement surnommé les « Trojans » (Troyens en français), les athlètes de l'USC étaient appelés « Wesleyans », « Methodists » iu encore « Fighting Methodists » (combattants méthodistes en français). Au cours des premières années, la restriction aux déplacements modérés et la rareté des équipes universitaires majeures sur la côte ouest ont limité les rencontres aux collèges et universités situées du sud de la Californie. L'USC a ainsi régulièrement joué contre Occidental, Cal Tech, Whittier, Pomona et Loyola. Le premier déplacement de l'USC hors de la Californie du Sud a été un match joué le 4 novembre 1905 contre le Cardinal de Stanford (défaite 16 à 0). Alors que ces deux équipes ne se reverront qu'en 1918 (Stanford ayant abandonné le football américain pour rugby à XV au cours des années qui suivirent), ce fut aussi le premier match de l'USC contre un futur adversaire de la Pacific-12 Conference et le début de sa plus ancienne rivalité. Pendant cette période, l'USC jouera quelques matchs contre de futurs rivaux de la Pac-12 comme les Beavers d'Oregon State (1914), les Golden Bears de la Californie (1915), les Ducks de l'Oregon (1915), les Wildcats de l'Arizona (1916) et les Utes de l'Utah (1915-1917, 1919).
Entre 1911 et 1913, l'USC suit l'exemple de la Californie et de Stanford et abandonne le football américain au profit du rugby à XV. Les résultats sont désastreux, l'USC étant solidement vaincue par des programmes plus expérimentés tandis que l'université elle-même connaissait des revers financiers. C'est durant cette période qu'Owen R. Bird, journaliste sportif pour le Los Angeles Times, invente le surnom de « Trojans », qui, selon lui, correspondait bien « aux athlètes, entraîneurs et directeurs de l'université qui devaient travailler avec de terribles handicaps contre des rivaux plus grands et mieux équipés ».
Après plusieurs décennies de compétition, l'USC acquiert d'abord au début des années 1920 une notoriété nationale sous la direction de l'entraîneur principal « Gloomy » Gus Henderson (en). Une autre étape importante est franchie sous Henderson en 1922, lorsque l'USC rejoint la Pacific Coast Conference (en) (PCC), précurseur de la Pac-12 moderne. Le succès se poursuivi sous la direction de l'entraîneur Howard Jones (en) de 1925 à 1940, lorsque les Troyans étaient une des rares équipes dominantes au niveau national. C'est à cette époque que l'équipe se fait connaître sous le nom de « Thundering Herd » et qu'elle remporte ses quatre premiers titres nationaux.
Au cours des années ayant suivi le mandat de Jones, l'USC n'a du succès que par intermittence, Jeff Cravath (en) (entraîneur de 1942 à 1950) remportant le Rose Bowl en 1943 et 1945 et Jess Hill (en) (entraîneur de 1951 à 1956) remportant le Rose Bowl en 1953. De 1957 à 1959, l'équipe, entraînée par Don Clark (en) comprend l'Offensive tackleRon Mix (en), joueur « All American » en 1959 et futur Hall of Famer.
Le programme entre dans un nouvel âge d'or avec l'arrivée de l'entraîneur principal John McKay (en) (1960-1975). Au cours de cette période, les Troyans produisent deux vainqueurs au trophée Heisman (Mike Garrett (en) et O. J. Simpson) et remportent quatre championnats nationaux (1962, 1967, 1972 et 1974). L'influence de McKay se poursuit même après son départ pour la NFL lorsque l'entraîneur adjoint, John Robinson (en) (1976-1982) le remplace. Sous Robinson, l'USC produit deux autres vainqueurs du trophée Heisman (Charles White et Marcus Allen) et remporte un autre championnat national en 1978 (partagé avec Alabama alors que l'USC a battu cette équipe 24 à 14 en cours de saison).
Le 12 septembre 1970, l'USC ouvre sa saison sous la direction du légendaire entraîneur Paul "Bear" Bryant en visitant l'Université de l'Alabama et devient la première équipe entièrement intégrée (avec des joueurs noirs) à jouer dans l'État de l'Alabama
. Le match se termine par une large victoire (42 à 21) des Troyans. Plus important encore, les six touchdowns inscrits par l'USC l'ont été par des joueurs noirs dont deux par le running back Sam "Bam" Cunningham (en), contre une équipe entièrement composée de joueurs blancs du Crimson Tide. Après le match, Bryant a réussi à persuader l'université d'Alabama d'autoriser les joueurs noirs à jouer, accélérant l'intégration raciale du football américain en Alabama et dans le Grand Sud,.
Dans les années 1980, l'équipe ne rempote pas de titre national, bien qu'elle ait continué à connaître un succès relatif, classée dans le Top 20 du classement AP et remportant quelques titre de la Pac-10 Conférence sous la direction des entraîneurs principaux Ted Tollner (en) (1983–1986) et Larry Smith (en) (1987–1992). Chaque entraîneur a mené l'équipe à une victoire au Rose Bowl et l'USC a terminé un championnat trois fois parmi les dix meilleures équipes du pays. En 1993, Robinson a été nommé entraîneur principal une deuxième fois, menant les Trojans à la victoire au Rose Bowl 1996 joué contre Northwestern.
C'est à cette époque que l'USC n'a pas pu vaincre ses rivaux. Ce manque de victoire a perduré 13 saisons (1983–1995, y compris le match nul 17 à 17 de 1994) par rapport à Notre Dame et 8 saisons (1991–1998) par rapport à l'UCLA, ce qui était inacceptable pour de nombreux supporters de l'USC. Sous Robinson (dès 1993), les Troyans affichaient un bilan de 2–2–1 contre Notre Dame, mais ils ont été incapables de battre l'UCLA. Après avoir affiché un bilan de 6–6 en 1996 et 6–5 en 1997, Robinson est renvoyé. En 1998, c'est l'entraîneur principal Paul Hackett qui reprend l'équipe, mais son bilan (19-18 sur trois saisons) est encore plus décevant que ceux de ses récents prédécesseurs. En 2000, certains observateurs supposent que les jours de domination nationale du football américain universitaire par l'USC se sont estompés. Le bilan de l'équipe de 37–35 de 1996 à 2001 est leur deuxième pire bilan (calculé sur cinq saisons consécutives) de l'histoire de l'USC (seule le bilan de 29–29–2 établi de 1956 à 1961 était pire). La période de quatre années consécutives est la première et seule fois où l'USC n'a pas terminé dans les 20 meilleures équipes du pays.

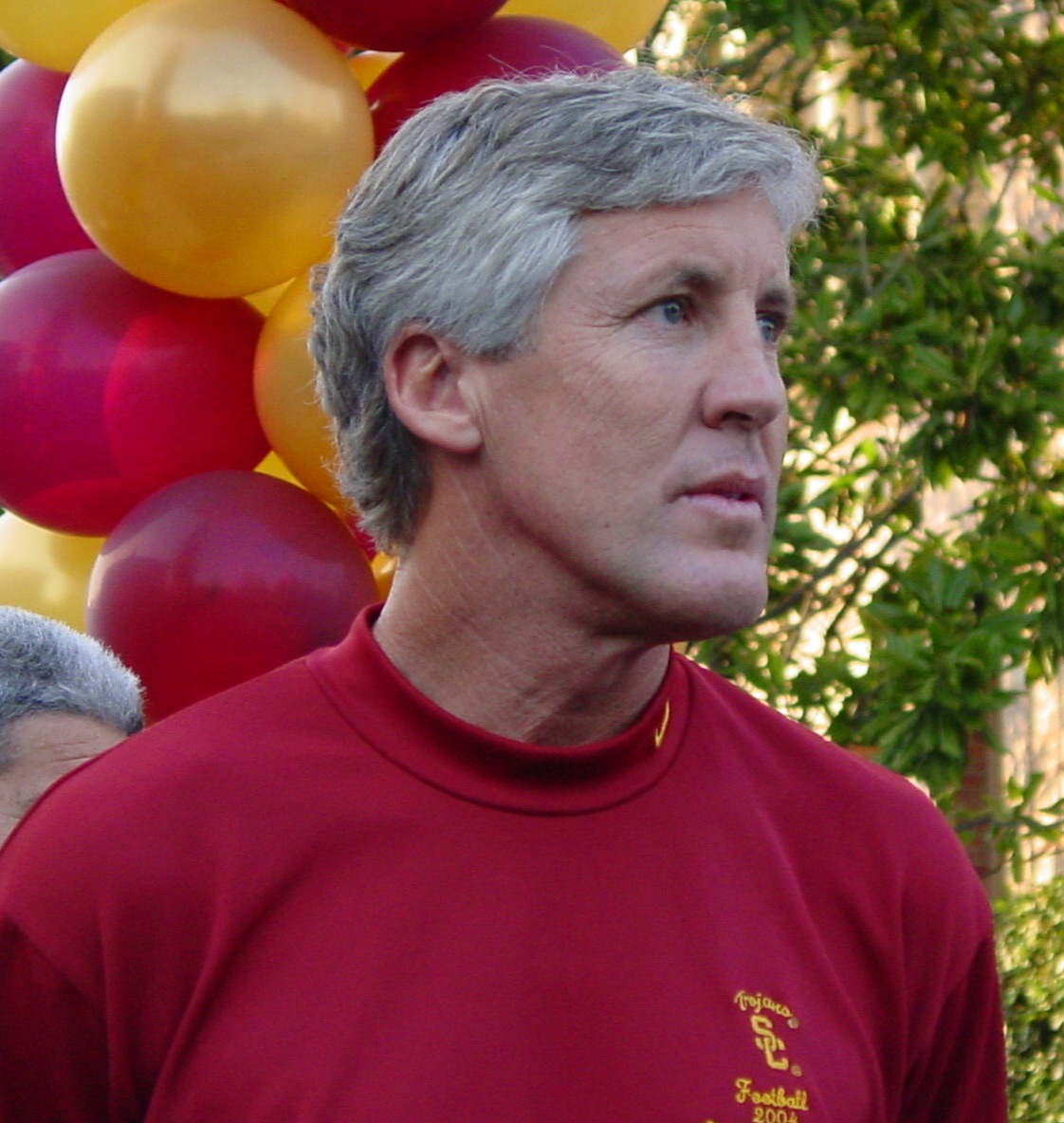
Pete Carroll en 2004.

En 2001, le directeur sportif Mike Garrett (en) libère Hackett et engage Pete Carroll, ancien entraîneur principal de la NFL. Carroll obtient un bilan de 6–6 lors de sa première saison et perd 6 à 10 contre l'Utah au Las Vegas Bowl. Après cela, l'équipe connait un grand succès, se classant parmi les dix meilleures équipes du pays, à l'exception de 2009 au cours de laquelle l'équipe a perdu quatre matchs de saison régulière.

## Descriptif du programme avant la saison 2024
- Couleurs :   (carmin et or)

- Dirigeants :
  - Directeur sportif : Mike Bohn (en)
  - Entraîneur principal : Lincoln Riley (en), 3e saison, bilan : 19-8 (70,4 %)

- Stade
  - Nom : Los Angeles Memorial Coliseum
  - Capacité : 77 500
  - Surface de jeu : pelouse naturelle
  - Lieu : Los Angeles, Californie

- Conférence :
  - Actuelle : Big Ten Conference (depuis 2024)
  - Ancienne : 
    - Indépendants (1888–1921)
    - Pacific Coast Conference (en) (1922–1958)
    - Pacific-12 Conference (1959-2023)

- Internet :
  - Nom site Web : usctrojans.com
  - URL : https://usctrojans.com/sports/football

- Bilan des matchs [7]:
  - Victoires : 875 (69,5 % - Les statistiques ne prennent pas en compte 2 victoires obtenues en 2004 et les 12 victoires et la défaite de 2005, la NCAA ayant annulé ces résultats.)
  - Défaites : 368
  - Nuls : 54

- Bilan des Bowls :
  - Victoires : 35 (63,6 %)
  - Défaites : 20
  - Nuls : 0

- College Football Playoff : -

- Titres :
  - Titres nationaux réclamés par USC : 11 (1928, 1931, 1932, 1939, 1962, 1967, 1972, 1974, 1978, 2003, 2004)
  - Titres non réclamés par USC : 6 (1929, 1933, 1976, 1979, 2002, 2007)
  - Titres de conférence : 37
  - Titres de la division South de la Pacific-12 : 4 (2015, 2017, 2020, 2022)

- Joueurs :
  - Vainqueurs du Trophée Heisman : 8 (Mike Garrett (1965), O.J. Simpson (1968), Charles White (1979), Marcus Allen (1981), Carson Palmer (2002), Matt Leinart (2004), Caleb Williams (2022))
  - Sélectionnés All-American : 80

- Hymne : Fight On (en)
- Mascotte : Traveler (en)
- Fanfare : Spirit of Troy (en)

- Rivalités :
  - Notre Dame
  - UCLA
  - Stanford

## Palmarès

### Titres nationaux
L'USC a remporté 17 championnats nationaux selon les principales agences de sélection non désignées par la NCAA. L'université en réclame 11 dont 7 accordés par l'Associated Press (AP) et/ou USA Today (Coache's Poll).
Deux des titres de l'USC (1928 et 1939) sont basés sur le Dickinson System, une formule créée par un enseignant de l'université de l'Illinois ayant permis de décerner les titres nationaux entre 1926 et 1940. Le système Dickinson est cité dans le livre officiel des records NCAA FBS de 2010 en tant qu'organe de sélection national légitime. 
En 2004, l'USC a reconnu son équipe de 1939 comme une des équipes ayant remporté le titre national,.
L'équipe de 2004 avait été forcée d'annuler les deux derniers matchs de sa saison, y compris l' Orange Bowl 2005 en raison des sanctions prises par la NCAA à la suite de la perte de contrôle institutionnel, et notamment en relation avec Reggie Bush. L'USC a fait appel des sanctions mais a été déboutée et a perdu le championnat de 2004. L'AP n'a pas modifié son classement 2004 estimant que les Trojans avaient remporté à égalité le titre de 2004.
| Saison | Entraîneur    | Agences de sélection | Bilan G-P-(N) | Bowl                                                 | # AP | # Coache's |
| ------ | ------------- | --- | ------------- | ---------------------------------------------------- | ---- | ---------- |
| 1928   | Howard Jones  | Dickinson System, Sagarin | 9–0–(1)       | –                                                    | –    | –          |
| 1931   | Howard Jones  | Berryman, Billingsley, Boand, Dickinson, Dunkel, Helms, Houlgate, Football Research, NCF, Poling, Sagarin, Sagarin (ELOChess), Williamson                                                                                     | 10–1          | Rose Bowl gagné                                      | –    | –          |
| 1932   | Howard Jones  | Berryman, Billingsley, Boand, Dunkel, Football Research, Helms, Houlgate, NCF, Parke Davis, Poling, Sagarin, Williamson | 10–0          | Won Rose                                             | –    | –          |
| 1939   | Howard Jones  | Dickinson | 8–0–(2)       | Rose Bowl gagné                                      | # 3  | –          |
| 1962   | John McKay    | AP, Berryman, DeVold, Dunkel, FB News, Football Research, FWAA, Helms, NCF, NFF, Poling, UPI (coaches), Williamson | 11–0          | Rose Bowl gagné                                      | # 1  | # 1        |
| 1967   | John McKay    | AP, Berryman, Billingsley, DeVold, FB News, Football Research, FW, Helms, Matthews, NCF, NFF, Sagarin, Sagarin (ELO-Chess), UPI (coaches)                                                                                     | 10–1          | Rose Bowl gagné                                      | # 1  | # 1        |
| 1972   | John McKay    | AP, Berryman, Billingsley, DeVold, Dunkel, FACT, FB News, Football Research, FW, Helms, Litkenhous, Matthews, NCF, NFF, Poling, Sagarin, Sagarin (ELO-Chess), UPI (coaches)                                                   | 12–0          | Rose Bowl gagné                                      | # 1  | # 1        |
| 1974   | John McKay    | FW, Helms, NCF, NFF, UPI (coaches) | 10–1–(1)      | Rose Bowl gagné                                      | # 2  | # 1        |
| 1978   | John Robinson | Berryman, Billingsley, FACT, FB News, Helms, NCF, Sagarin (ELO-Chess), Sporting News, UPI (coaches) | 12–1          | Rose Bowl gagné                                      | # 2  | # 1        |
| 2003   | Pete Carroll  | AP, CCR, Eck, FW, Matthews, NY Times, Sporting News | 12–1          | Rose Bowl gagné                                      | # 1  | # 2        |
| 2004   | Pete Carroll  | Anderson & Hester, AP, Berryman, Billingsley, CCR, Colley Matrix, DeVold, Dunkel, Eck, Massey, Matthews, NFF, NY Times, Rothman, Sporting News, Sagarin, Williamson Non reconnu par (†) : BCS, FWAA, USA Today/ESPN (coaches) | 13–0 †        | Orange Bowl gagné (BCS National Championship Game) † | # 1  | †          |

### Titres de conférence
L'USC a remporté 39 titres de champions de conférence, toutes au sein de la Pacific-12 Conference mais les titres de 2004 et 2005 ont été annulés par la NCAA :
1927†, 1928, 1929, 1931, 1932, 1938†, 1939, 1943, 1944, 1945, 1947, 1952, 1959†, 1962, 1964†, 1966, 1967, 1968, 1969, 1972, 1973, 1974, 1976, 1978, 1979, 1984, 1987†, 1988, 1989, 1993†, 1995†, 2002†, 2003, 2004^, 2005^, 2006†, 2007†, 2008, 2017
† signifie Co-champions
^ signifie Titres annulés par la NCAA

### Titres de division
L'USC a remporté quatre titres de la division South de la Pacific-12 Conference :
| Saison | Conférence            | Division | Entraîneur                    | Finale de conférence | Finale de conférence |
| ------ | --------------------- | -------- | ----------------------------- | -------------------- | -------------------- |
| Saison | Conférence            | Division | Entraîneur                    | Adversaire           | Résultat             |
| 2015†  | Pacific-12 Conference | South    | Steve Sarkisian / Clay Helton | Cardinal de Stanford | P, 22–41             |
| 2017   | Pacific-12 Conference | South    | Clay Helton                   | Cardinal de Stanford | G, 31–28             |
| 2020   | Pacific-12 Conference | South    | Clay Helton                   | Ducks de l'Oregon    | P, 24–31             |
| 2024   | Pacific-12 Conference | South    | Lincoln Riley                 | Utes de l'Utah       | P, 24–47             |

† signifie Co-champions

### Bowls
En fin de saison 2023, l'USC a participé à 55 bowls universitaires et en a remporté 35 pour 21 défaites (dont 25/34 Rose Bowl gagnés). Les deux finales du BCS ne sont pas comptabilisés dans le nombre de bowls disputés
| No | Saison | Bowl                                         | Résultat | Adversaire     | Assistance | Entraîneur           |
| -- | ------ | -------------------------------------------- | -------- | -------------- | ---------- | -------------------- |
| 1  | 1922   | Rose Bowl                                    | G, 14–03 | Penn State     | 43 000     | Gus Henderson (en)   |
| 2  | 1924   | Christmas Festival                           | G, 20–07 | Missouri       | 47 000     | Gus Henderson (en)   |
| 3  | 1929   | Rose Bowl                                    | G, 47–14 | Pittsburgh     | 72 000     | Howard Jones (en)    |
| 4  | 1931   | Rose Bowl                                    | G, 21–12 | Tulane         | 75 562     | Howard Jones (en)    |
| 5  | 1932   | Rose Bowl                                    | G, 35–0  | Pittsburgh     | 78 874     | Howard Jones (en)    |
| 6  | 1938   | Rose Bowl                                    | G, 07–03 | Duke           | 89 452     | Howard Jones (en)    |
| 7  | 1939   | Rose Bowl                                    | G, 14–0  | Tennessee      | 92 000     | Howard Jones (en)    |
| 8  | 1943   | Rose Bowl                                    | G, 39–0  | Washington     | 68 000     | Jeff Cravath (en)    |
| 9  | 1944   | Rose Bowl                                    | G, 25–0  | Tennessee      | 91 000     | Jeff Cravath (en)    |
| 10 | 1945   | Rose Bowl                                    | P, 14–34 | Alabama        | 93 000     | Jeff Cravath (en)    |
| 11 | 1947   | Rose Bowl                                    | P, 00–49 | Michigan       | 93 000     | Jeff Cravath (en)    |
| 12 | 1952   | Rose Bowl                                    | G, 07–0  | Wisconsin      | 101 500    | Jess Hill (en)       |
| 13 | 1954   | Rose Bowl                                    | P, 07–20 | Ohio State     | 89 191     | Jess Hill (en)       |
| 14 | 1962   | Rose Bowl                                    | G, 42–37 | Wisconsin      | 98 698     | John McKay (en)      |
| 15 | 1966   | Rose Bowl                                    | P, 13–14 | Purdue         | 100 807    | John McKay (en)      |
| 16 | 1967   | Rose Bowl                                    | G, 14–03 | Indiana        | 102 946    | John McKay (en)      |
| 17 | 1968   | Rose Bowl                                    | P, 16–27 | Ohio State     | 102 063    | John McKay (en)      |
| 18 | 1969   | Rose Bowl                                    | G, 10–03 | Michigan       | 103 878    | John McKay (en)      |
| 19 | 1972   | Rose Bowl                                    | G, 42–17 | Ohio State     | 106 869    | John McKay (en)      |
| 20 | 1973   | Rose Bowl                                    | P, 21–42 | Ohio State     | 105 267    | John McKay (en)      |
| 21 | 1974   | Rose Bowl                                    | G, 18–17 | Ohio State     | 106 721    | John McKay (en)      |
| 22 | 1975   | Liberty Bowl                                 | G, 20–0  | Texas A&M      | 52 129     | John McKay (en)      |
| 23 | 1976   | Rose Bowl                                    | G, 14–06 | Michigan       | 106 182    | John Robinson (en)   |
| 24 | 1977   | Bluebonnet Bowl                              | G, 47–28 | Texas A&M      | 52 842     | John Robinson (en)   |
| 25 | 1978   | Rose Bowl                                    | G, 17–10 | Michigan       | 105 629    | John Robinson (en)   |
| 26 | 1979   | Rose Bowl                                    | G, 17–16 | Ohio State     | 105 526    | John Robinson (en)   |
| 27 | 1981   | Fiesta Bowl                                  | P, 10–26 | Penn State     | 71 053     | John Robinson (en)   |
| 28 | 1984   | Rose Bowl                                    | G, 20–17 | Ohio State     | 102 594    | Ted Tollner (en)     |
| 29 | 1985   | Aloha Bowl                                   | P, 03–24 | Alabama        | 35 183     | Ted Tollner (en)     |
| 30 | 1986   | Florida Citrus Bowl                          | P, 07–16 | Auburn         | 51 113     | Ted Tollner (en)     |
| 31 | 1987   | Rose Bowl                                    | P, 20–17 | Michigan State | 103 847    | Larry Smith (en)     |
| 32 | 1988   | Rose Bowl                                    | P, 22–14 | Michigan       | 101 688    | Larry Smith (en)     |
| 33 | 1989   | Rose Bowl                                    | G, 17–10 | Michigan       | 103 450    | Larry Smith (en)     |
| 34 | 1990   | Sun Bowl                                     | P, 16–17 | Michigan State | 50 562     | Larry Smith (en)     |
| 35 | 1992   | Freedom Bowl                                 | P, 07–24 | Fresno State   | 50 745     | Larry Smith (en)     |
| 36 | 1993   | Freedom Bowl                                 | G, 28–21 | Utah           | 37 203     | John Robinson (en)   |
| 37 | 1994   | Cotton Bowl Classic                          | G, 55–14 | Texas Tech     | 70 218     | John Robinson (en)   |
| 38 | 1995   | Rose Bowl                                    | G, 41–32 | Northwestern   | 100 102    | John Robinson (en)   |
| 39 | 1998   | Sun Bowl                                     | P, 19–28 | TCU            | 46 612     | Paul Hackett         |
| 40 | 2001   | Las Vegas Bowl                               | P, 06–10 | Utah           | 22 385     | Pete Carroll         |
| 41 | 2002   | Orange Bowl                                  | G, 38–17 | Iowa           | 75 971     | Pete Carroll         |
| 42 | 2003   | Rose Bowl                                    | G, 28–14 | Michigan       | 93 849     | Pete Carroll         |
| 43 | 2004   | Orange Bowl (BCS National Championship Game) | G, 55–19 | Oklahoma       | 77 912     | Pete Carroll         |
| 44 | 2005   | Rose Bowl (BCS National Championship Game)   | P, 38–41 | Texas          | 93 926     | Pete Carroll         |
| 45 | 2006   | Rose Bowl                                    | G, 32–18 | Michigan       | 93 852     | Pete Carroll         |
| 46 | 2007   | Rose Bowl                                    | G, 49–17 | Illinois       | 93 923     | Pete Carroll         |
| 47 | 2008   | Rose Bowl                                    | G, 38–24 | Penn State     | 93 293     | Pete Carroll         |
| 48 | 2009   | Emerald Bowl                                 | G, 24–13 | Boston College | 40 121     | Pete Carroll         |
| 49 | 2012   | Sun Bowl                                     | P, 07–21 | Georgia Tech   | 47 922     | Lane Kiffin (en)     |
| 50 | 2013   | Las Vegas Bowl                               | G, 45–20 | Fresno State   | 42 178     | Clay Helton (en)     |
| 51 | 2014   | Holiday Bowl                                 | G, 45–42 | Nebraska       | 55 789     | Steve Sarkisian (en) |
| 52 | 2015   | Holiday Bowl                                 | P, 21–23 | Wisconsin      | 48 329     | Clay Helton (en)     |
| 53 | 2016   | Rose Bowl                                    | G, 52–49 | Penn State     | 95 128     | Clay Helton (en)     |
| 54 | 2017   | Cotton Bowl Classic                          | P, 07–24 | Ohio State     | 67 510     | Clay Helton (en)     |
| 55 | 2019   | Holiday Bowl                                 | P, 24–49 | Iowa           | 50 123     | Clay Helton (en)     |
| 56 | 2022   | Cotton Bowl Classic                          | P, 45–46 | Tulane         | 53 329     | Lincoln Riley (en)   |
| 57 | 2023   | Holiday Bowl                                 | G, 42–28 | Louisville     |            | Lincoln Riley (en)   |

## Entraîneurs
| No     | Nom                                   | Saison(s)              | Bilan G-P-(N) |
| ------ | ------------------------------------- | ---------------------- | ------------- |
| 1, 2   | Henry H. Goddard Frank H. Suffel (en) | 1888                   | 2–0–0         |
|        | Pas d'entraîneur                      | 1889, 1891–1896        | 7–7–1         |
| 3      | Lewis R. Freeman (en)                 | 1897                   | 5–1–0         |
|        | Pas d'entraîneur                      | 1898–1900              | 8–5–3         |
| 4      | Clair S. Tappaan (en)                 | 1901                   | 0–1–0         |
| 5      | John Walker                           | 1903                   | 4–2–0         |
| 6      | Harvey Holmes (en)                    | 1904–1907              | 19–5–3        |
| 7      | William I. Traeger (en)               | 1908                   | 3–1–1         |
| 8, 10  | Dean Cromwell                         | 1909–1910, 1916–1918   | 21–8–6        |
| 9      | Ralph Glaze (en)                      | 1914–1915              | 7–7–0         |
| 11     | Gus Henderson (en)                    | 1919–1924              | 45–7–0        |
| 12     | Howard Jones (en)                     | 1925–1940              | 121–36–13     |
| 13     | Sam Barry (en)                        | 1941                   | 2–6–1         |
| 14     | Jeff Cravath (en)                     | 1942–1950              | 54–28–8       |
| 15     | Jess Hill (en)                        | 1951–1956              | 45–17–1       |
| 16     | Don Clark (en)                        | 1957–1959              | 13–16–1       |
| 17     | John McKay (en)                       | 1960–1975              | 127–40–8      |
| 18, 21 | John Robinson (en)                    | 1976–1982, 1993–1997   | 104–35–4      |
| 19     | Ted Tollner (en)                      | 1983–1986              | 26–20–1       |
| 20     | Larry Smith (en)                      | 1987–1992              | 44–25–3       |
| 22     | Paul Hackett                          | 1998–2000              | 19–18–0       |
| 23     | Pete Carroll †                        | 2001–2009              | 83–18–0       |
| 24     | Lane Kiffin (en)                      | 2010–2013              | 28–15–0       |
| 25     | Ed Orgeron (en)                       | 2013                   | 6–2–0         |
| 26, 28 | Clay Helton (en)                      | 2013 (bowl), 2015–2021 | 46–24–0       |
| 27     | Steve Sarkisian (en)                  | 2014–2015              | 12–6–0        |
| 29     | Donte Williams (en)                   | 2021                   | 3–5–0         |
| 30     | Lincoln Riley (en)                    | depuis 2022            | 18–8–0        |

- † = Le bilan ne prend pas en compte les 14 victoires et la défaite annulées par la NCAA[14]
- En 2013, Kiffin zest viré après le cinquième match de la saison. Orgeron est désigné au poste en tant qu'intérimaire pour les 8 matchs suivants avant de démissionner. C'est Helton qui occupe le poste d'entraîneur principal pour le bowl.
- En 2015, Sarkisian est viré après le cinquième match et Helton le remplace en tant qu'intérimaire pour les 7 matchs suivants avant d'être nommé entraîneur principal.
- En 2021, Helton est viré après le deuxième match at Williams le remplace en tant qu'intérimaire pour les 10 matchs suivants.

## Récompenses individuelles

### Joueurs

#### Vainqueurs du Trophée Heisman
Sept (8) Trojans ont remporté le trophée Heisman. Leurs numéros ont été retirés à l'exception de ceux de Reggie Bush et de Caleb Williams,. Le trophée de Bush a été annulé en 2010 après qu'une enquête de la NCAA l'ait jugé inéligible pour participer en tant qu'étudiant-athlète à la saison au terme de laquelle le trophée lui fut décerné :
- Mike Garrett (en) TB (1965) - no 20
- Charles White TB (1979) - no 12
- Marcus Allen TB (1981) - no 33
- O. J. Simpson RB (1985) - no 32
- Carson Palmer QB (2002) - no 3
- Matt Leinart QB (2004) - no 11
- Reggie Bush TB (2005) - no 5 †
- Caleb Williams QB (2022) - no 13

Note : † = Bien que son numéro n'ait pas été officiellement retiré, il n'a plus jamais été réattribué depuis 2019.

Quelques vainqueurs du Trophée Heisman
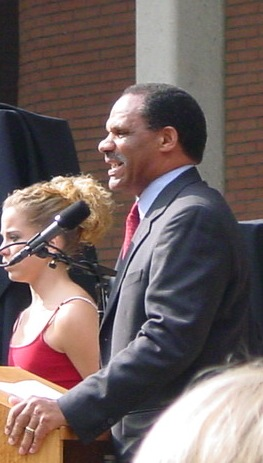
Mike Garrett (en) Tailback
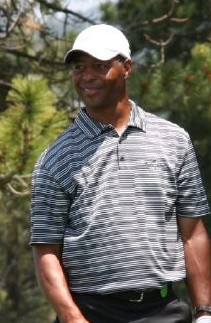
Marcus Allen Tailback
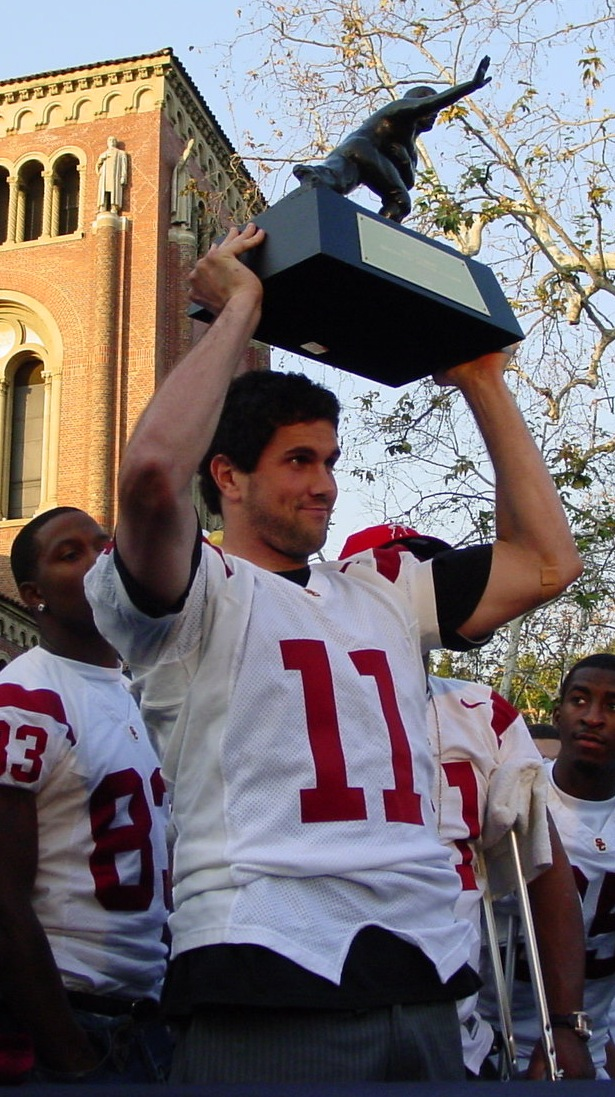
Matt Leinart Quarterback
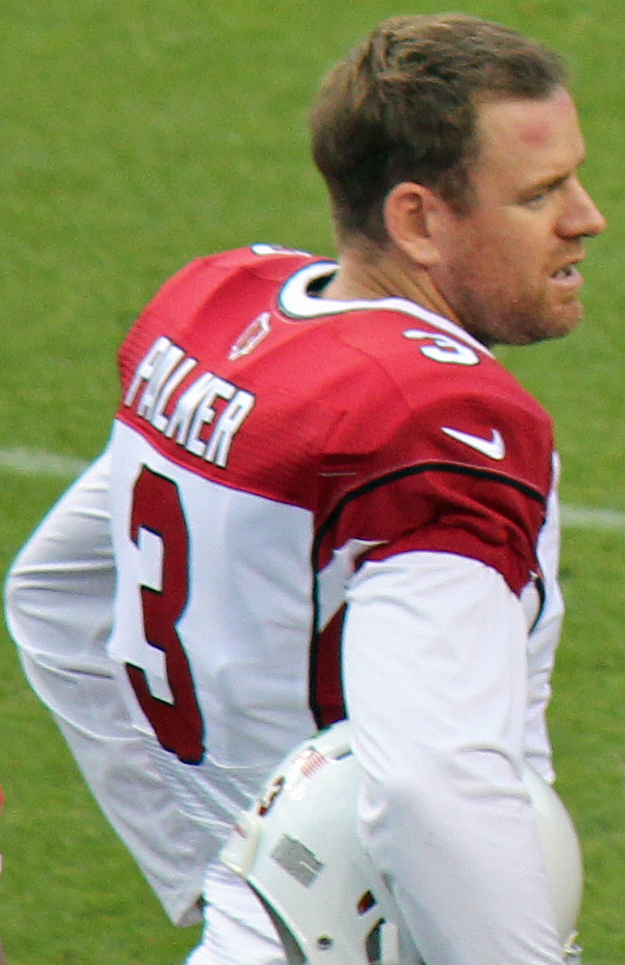
Carson Palmer Quarterback
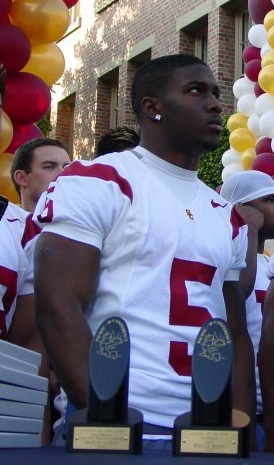
Reggie Bush Running back
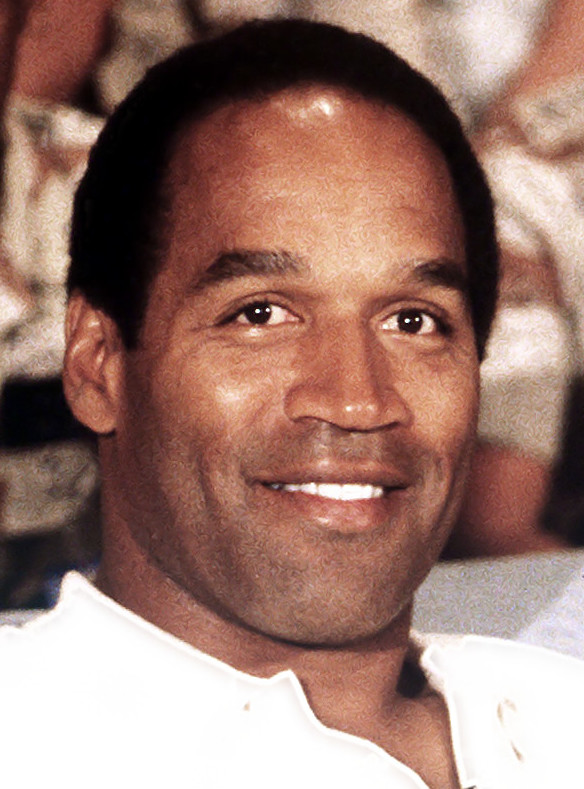
O. J. Simpson Running back

#### Autres trophées
| - Maxwell Award - O. J. Simpson, TB (1968) - Charles White, TB (1979) - Marcus Allen, TB (1981) - Caleb Williams, QB (2022) - Johnny Unitas Golden Arm Award - Rodney Peete, QB (1988) - Carson Palmer, QB (2002) - Matt Leinart, QB (2005) - Archie Griffin Award (en) - Matt Leinart, QB (2003, 2004) - Sam Darnold, QB (2016) - Walter Camp Award - O. J. Simpson, TB (1967, 1968) - Charles White, TB (1979) - Marcus Allen, TB (1981) - Matt Leinart, QB (2004) - Reggie Bush, RB (2005) - Caleb Williams, QB (2022) | - Manning Award - Matt Leinart, QB (2004) - Trophée Associated Press - Matt Leinart, QB (2004) - Reggie Bush, RB (2005) - Caleb Williams, QB (2022) - Chic Harley Award (en) - Mike Garrett, RB (1965) - O. J. Simpson, RB (1968) - Charles White, RB (1979) - Marcus Allen, RB (1981) - Reggie Bush, RB (2004, 2005) - Paul Warfield Trophy (en) - Keyshawn Johnson, WR (1995) - Dwayne Jarrett, WR (2005) - Marqise Lee, WR (2012) - Fred Biletnikoff Award - Marqise Lee, WR (2012) | - Lombardi Award - Brad Budde, OG (1979) - Chuck Bednarik Award - Rey Maualuga, LB (2008) - Jim Thorpe Award - Mark Carrier, FS (1989) - Dick Butkus Award - Chris Claiborne, MLB (1998) - Trophée Outland - Ron Yary, OT (1967) - John Mackey Award - Fred Davis, TE (2007) - Jim Brown Award (en) - Reggie Bush, RB (2005) - Jet Award - Zachariah Branch (en), RS (2023) |

#### Entraineurs
| - Paul « Bear » Bryant Award - John McKay, entraîneur principal (1962, 1972) - Home Depot Coach of the Year - Pete Carroll, entraîneur principal (2003) | - Broyles Award - Norm Chow, coordinateur offensif (2002) | - FWAA Co-First Year Coach of the Year - Clay Helton, Head Coach (2017) |

## Trojans au College Football Hall of Fame
| Nom              | Poste      | Saison(s)            | Année d'intronisation | Réf.   |
| ---------------- | ---------- | -------------------- | --------------------- | ------ |
| Howard Jones     | Entraîneur | 1908–1940            | 1951                  | [ 18 ] |
| Morley Drury     | QB         | 1925–1927            | 1954                  | [ 19 ] |
| Harry Smith      | G          | 1937–1939            | 1955                  | [ 20 ] |
| Erny Pinckert    | HB         | 1929–1931            | 1957                  | [ 21 ] |
| Aaron Rosenberg  | G          | 1931–1933            | 1966                  | [ 22 ] |
| Ernie Smith      | T          | 1930–1932            | 1970                  | [ 23 ] |
| Dan McMillan     | T          | 1917, 1919–1921      | 1971                  | [ 24 ] |
| Mort Kaer        | HB         | 1924–1926            | 1972                  | [ 25 ] |
| John Ferraro     | T          | 1943–1944, 1946–1947 | 1974                  | [ 26 ] |
| Frank Gifford    | HB         | 1949–1951            | 1975                  | [ 27 ] |
| Cotton Warburton | QB         | 1932–1934            | 1975                  | [ 28 ] |
| Tay Brown        | T          | 1930–1932            | 1980                  | [ 29 ] |
| Johnny Baker     | G          | 1929–1931            | 1983                  | [ 30 ] |
| O. J. Simpson    | HB         | 1967–1968            | 1983                  | [ 31 ] |
| Mike Garrett     | HB         | 1963–1965            | 1985                  | [ 32 ] |
| Jeff Bregel      | T          | 1963–1965            | 1986                  | [ 33 ] |
| Mike McKeever    | G          | 1958–1960            | 1987                  | [ 34 ] |
| Ron Yary         | T          | 1965–1967            | 1987                  | [ 35 ] |
| John McKay       | Coach      | 1960–1975            | 1988                  | [ 36 ] |
| Paul Cleary      | End        | 1946–1947            | 1989                  | [ 37 ] |
| Lynn Swann       | WR         | 1971–1973            | 1993                  | [ 38 ] |
| Marvin Powell    | T          | 1974–1976            | 1994                  | [ 39 ] |
| Charles White    | HB         | 1976–1979            | 1996                  | [ 40 ] |
| Brad Budde       | G          | 1976–1979            | 1998                  | [ 41 ] |
| Marcus Allen     | HB         | 1978–1981            | 2000                  | [ 42 ] |
| Jon Arnett       | HB         | 1954–1956            | 2001                  | [ 43 ] |
| Ronnie Lott      | S          | 1977–1980            | 2002                  | [ 44 ] |
| Ricky Bell       | RB         | 1973–1976            | 2003                  | [ 45 ] |
| Charle Young     | TE         | 1970–1972            | 2004                  | [ 46 ] |
| Anthony Davis    | RB         | 1972–1974            | 2005                  | [ 47 ] |
| Richard Wood     | LB         | 1972–1974            | 2007                  | [ 48 ] |
| John Robinson    | Entraîneur | 1976–2004            | 2009                  | [ 49 ] |
| Sam Cunningham   | RB         | 1970–1972            | 2010                  | [ 50 ] |
| Tony Boselli     | OT         | 1991–1994            | 2014                  | [ 51 ] |
| Matt Leinart     | QB         | 2003–2005            | 2017                  | [ 52 ] |
| Troy Polamalu    | DB         | 1999-2002            | 2019                  | [ 53 ] |
| Carson Palmer    | QB         | 1998–2002            | 2021                  | [ 54 ] |
| Reggie Bush      | RB         | 2003-2005            | 2023                  | [ 55 ] |

Quelques Trojans du CFHoF
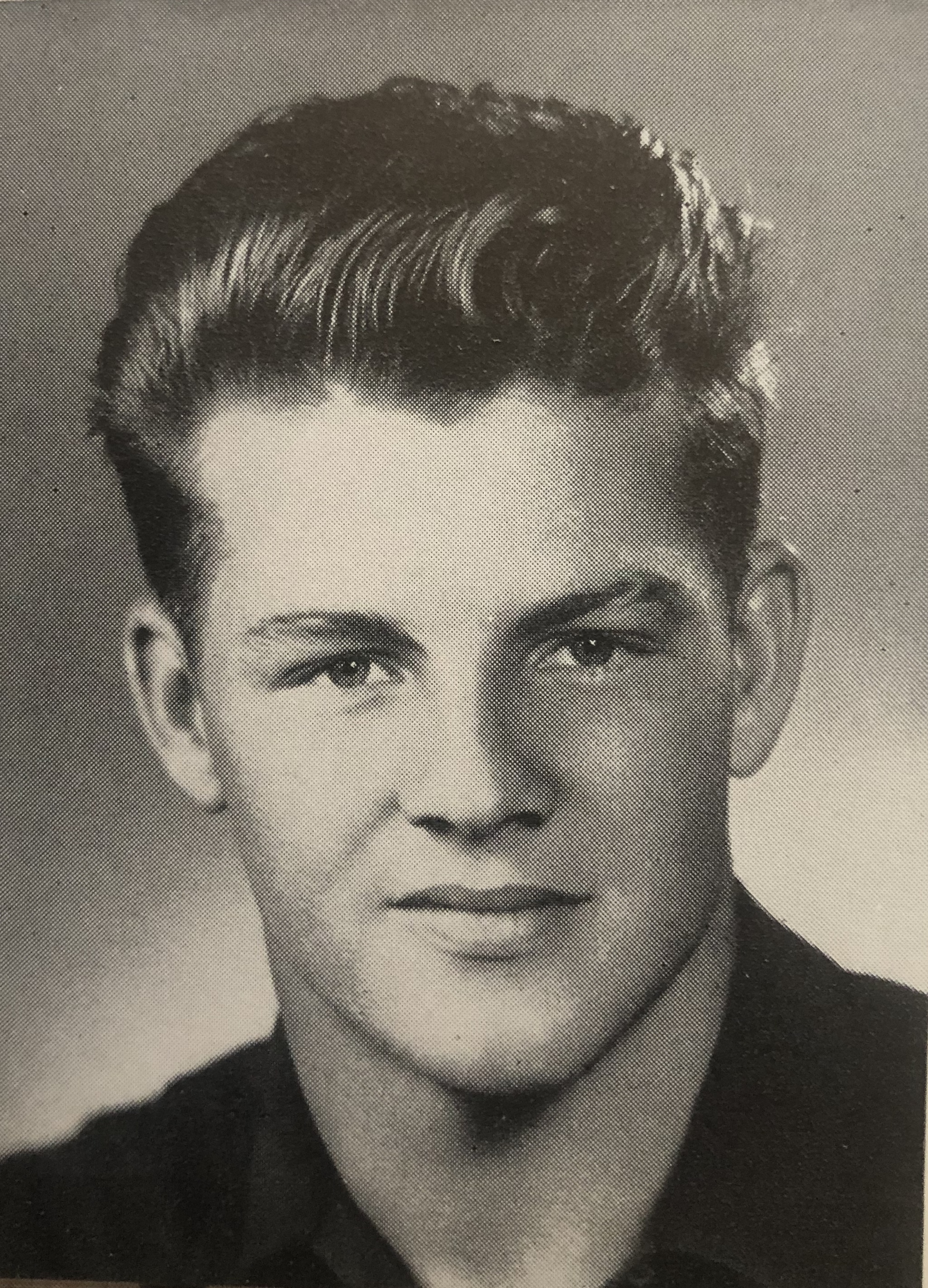
Frank Gifford Halback/WR
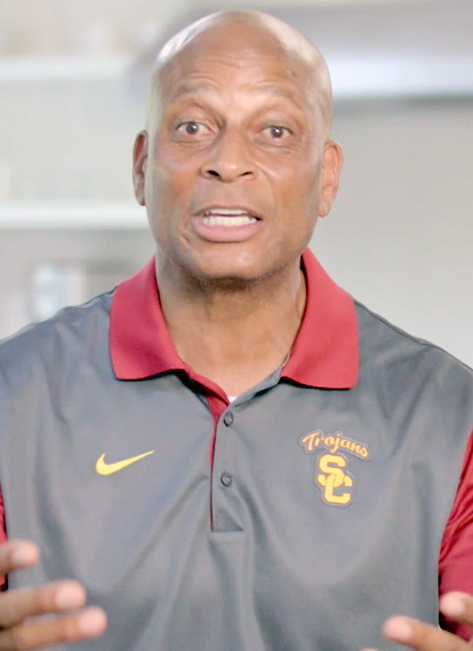
Ronnie Lott Defensive back
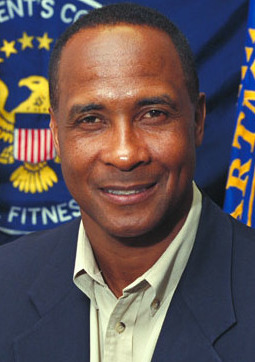
Lynn Swann Wide receiver
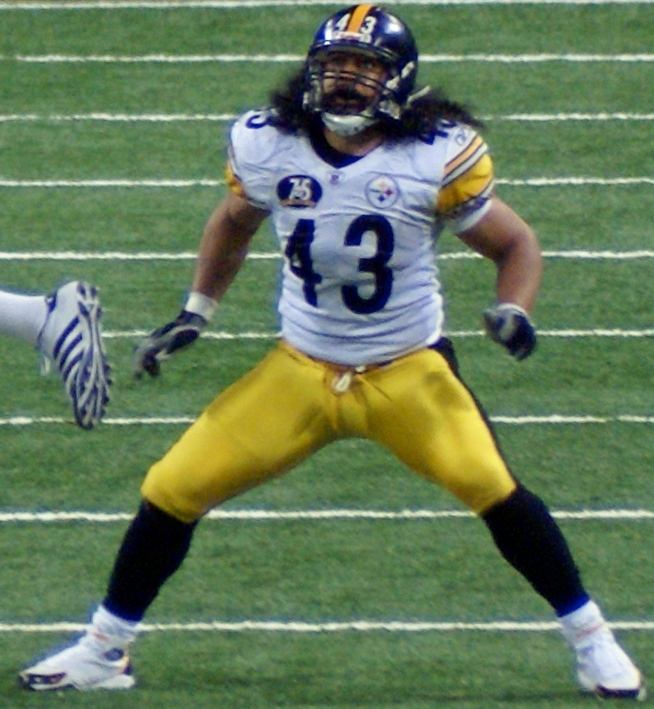
Troy Polamalu Defensive back

## Trojans au Pro Football Hall of Fame

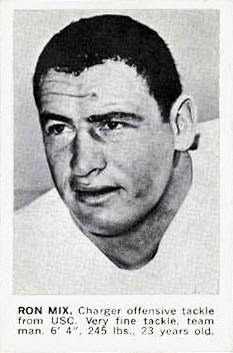
, tacle offensif.

Quatorze (14) Trojans ont été intronisés au Pro Football Hall of Fame : 
- Frank Gifford HB (1977)
- Ron Mix (en) OT (1979)
- Morris 'Red' Badgro (en) E (1981)
- O. J. Simpson, RB (1983)
- Willie Wood DB (1989)
- Anthony Muñoz OT (1998)
- Ronnie Lott DB (2000)
- Lynn Swann WR (2001)
- Ron Yary OT (2001)
- Marcus Allen RB (2003)
- Bruce Matthews OL (2007).
- Junior Seau, LB (2015)
- Troy Polamalu, S (2020)
- Tony Boselli, OT (2022)

## Traditions

### Tailback U
L'USC est parfois appelée « Tailback U » ( « Tailback University ») parce qu'un certain nombre de running backs ayant joué pour qui ont joué pour les Trojans ont remporté le trophée Heisman soit Mike Garrett (en) (1965), O. J. Simpson (1968), Charles White (1979), Marcus Allen (1981) et Reggie Bush (2005).

### Maillot 55
Lors des dernières décennies, le no 55 n'a été décerné par les entraîneurs qu'à des linebackers de renoms tels que Junior Seau, Willie McGinest, Chris Claiborne et Keith Rivers, des noms gravés à jamais dans la mémoire des fans de l'USC,.

### George Tirebiter

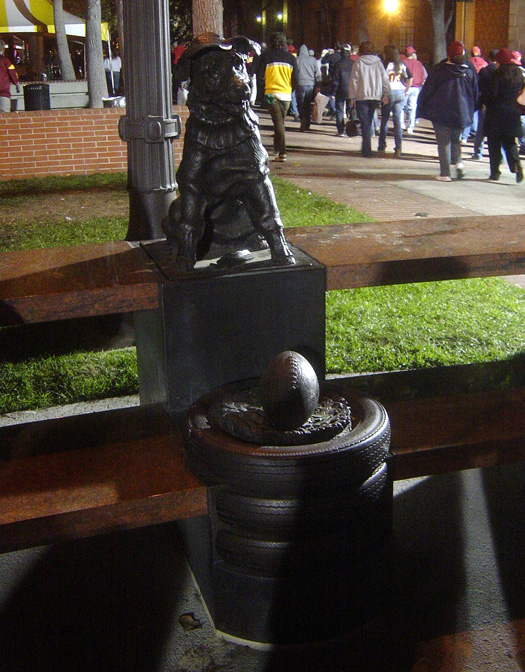
La statue de George Tirebiter II située Trousdale Parkway, dans le sud du campus. Il regard le Coliseum situé à proximité.

« George Tirebiter (en) » était le surnom initialement donné à un chien de l'université de Californie du Sud dans les années 1940. Elle deviendra la mascotte officielle de l'USC le 22 octobre 1947. Le surnom a été transmis aux successeurs ultérieurs de « George Tirebiter » après la mort du premier « Tirebiter » en 1950.
« George Tirebiter I » était une figure nationalement connue et un chien bien-aimé de l'Université de Californie du Sud. Il avait été retrouvé errant sur le campus. Les étudiants l'ont recueilli et il s'est rapidement fait aimer du corps estudiantin. Il a été choyé par les fraternités et les sororités de la communauté grecque de l'USC - dont les Trojan Knights qui le protègeront et en accepteront la responsabilité civile - étant régulièrement baladé sur le campus et nourri de crème glacée. L'origine de son prénom (George) est inconnue mais le surnom de Tirebiter est dû au fait qu'il mordait les pneus des voitures qu'il poursuivait sur Trousdale Parkway, route qui coupe le campus en deux.  Il dirigeait la fanfare lors des matchs de football américain à domicile. Il est même rentré une fois sur le terrain dans une voiture blindée. « Tirebiter » a été kidnappé, ou aurait été kidnappé, à plusieurs reprises : par le rival, l'Université de Californie à Los Angeles, par des étudiants politiciens de l'USC pour la publicité et une fois peut-être par un journal. La lignée des « Tirebiters » a duré jusqu'en 1961. « Tirebiter II » a alors été remplacé par « Traveler »(voir ci-dessous).
Comme pour « Tommy Trojan », la statue de « George Tirebiter » est protégée par les étudiants de l'USC lors de la semaine du match contre l'UCLA pour éviter tout acte de vandalisme.

### Traveler

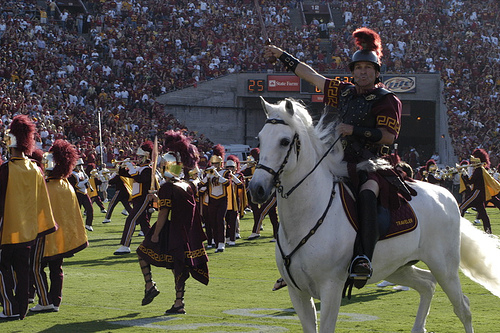
À domicile en 2009, Traveler et son cavalier avec en arrière plan le tambour major et une partie de la fanfare.

La mascotte de l'université est dénommée Traveler (en) et plus précisément, depuis 2017, Traveler IX. Bien que blancs, il s'agit de chevaux gris dont le pelage est devenu complètement blanc, les chevaux purement blanc étant assez rares.
Son cavalier, habillé comme un guerrier troyen idéalisé, est souvent confondu avec Tommy Trojan (en) (voir ci-dessous). Il n'a pas de surnom attitré et est simplement désigné comme un guerrier troyen paradant sur « Traveler », mascotte officielle de l'USC.
« Traveler » apparait pour la première fois en automne 1961 à l'occasion du match joué au Coliseum contre les Yellow Jackets de Georgia Tech. USC avait utilisé ses relations avec l'industrie cinématographique pour se procurer le costume porté par Charlton Heston dans Ben Hur deux ans plus tôt afin d'habiller le cavalier. Néanmoins, ce costume s'est avéré trop lourd pour une utilisation prolongée et dès lors le cavalier de l'époque (propriétaire du cheval et dénommé Richard Saukko) s'est fabriqué son propre uniforme en cuir pour la saison 1962. Le même costume a été utilisé depuis.
On pense que le nom « Traveler » a été inspiré par le cheval gris dénommé « Traveller », monté par le général confédéré de la guerre civile Robert E. Lee. En août 2017, les inquiétudes selon lesquelles le nom du cheval avait un lien avec Lee ont conduit à des recherches supplémentaires, qui ont révélé que le premier « Traveler » avait été acquis par Saukko en 1958 (avec un nom orthographié avec un seul L) après qu'il était devenu peu fiable en tant que cheval de cinéma. Sur Equinespot.com, Traveler est répertorié comme l'un des six noms de chevaux les plus courants commençant par la lettre T.
Au fil des ans, il y a eu plusieurs « Traveler » de races diverses, allant du tennessee walker au cheval arabe en passant par certains animaux croisés tandis que « Traveler IX », est un cheval andalou de race pure. « Traveler VIII » est décédé avant qu'il puisse représenter l'USC. Son prédécesseur, « Traveler VII » a du continuer jusqu'au terme de sa onzième saison et a pris sa retraite après le Rose Bowl de janvier 2017. « Traveler IX » l'a remplacé lors du premier match 2017 joué à domicile contre les Broncos de Western Michigan. Après la retraite en 1988 de Saukko, sa famille a continué à fournir jusqu'en 2002 les chevaux pour le rôle de « Traveler ». Les successeurs de Saukko sont tous d'anciens étudiants de l'USC.

### Tommy Trojan
Tommy Trojan (en), officiellement connu sous le nom de Trojan Shrine, est l'une des figures les plus reconnaissables de la fierté scolaire à l'Université de Californie du Sud. La statue en bronze grandeur nature d'un guerrier troyen se dresse au centre du campus et sert de lieu de rencontre populaire, ainsi que de pièce maîtresse pour un certain nombre d'événements sur le campus. C'est la mascotte non officielle la plus populaire de l'université.
Le Trojan Shrine a été sculpté par Roger Noble Burnham (en) lequel s'était inspiré de joueurs de football américain de l'USC tels que Russ Saunders (en), Ernie Pinckert (en), Henry Becker, Larry Stevens et John Ward. La statue a été dévoilée lors du 50e jubilé de l'Université en 1930. Sa construction a coûté 10 000 $, après quoi un supplément de 1 $ a été ajouté aux billets d'entrée pour les matchs de football américain de la saison afin d'aider à compenser ce coût.
Le nom original suggéré pour la statue était « The Spirit of Troy », mais ce nom a finalement été attribué à la fanfare de l'université.
Le 17 août 2017, lors de l'inauguration du village de l'USC, la statue d'« Hécube » , Queen of Troy, a été dévoilée au public. Cette grande statue sert de pendant féminin à Tommy Trojan et représente les femmes de l'USC.
Des fans de l'UCLA, rivaux interurbains de l'USC, ont plusieurs fois vandalisé Tommy Trojan (souvent en peignant la statue aux couleurs de l'UCLA, bleu et or) lors de la semaine précédant le match entre les deux équipes. Pour éviter cela, les responsables de l'université couvrent désormais la statue pendant cette période pour la protéger des vandales. Les étudiants se rassemblent également pour Save Tommy Nite la veille du match contre UCLA. De plus, les membres des Trojans Knights maintiennent une veillée toute la nuit autour de la statue pendant la semaine de la rivalité pour dissuader davantage les vandales potentiels.

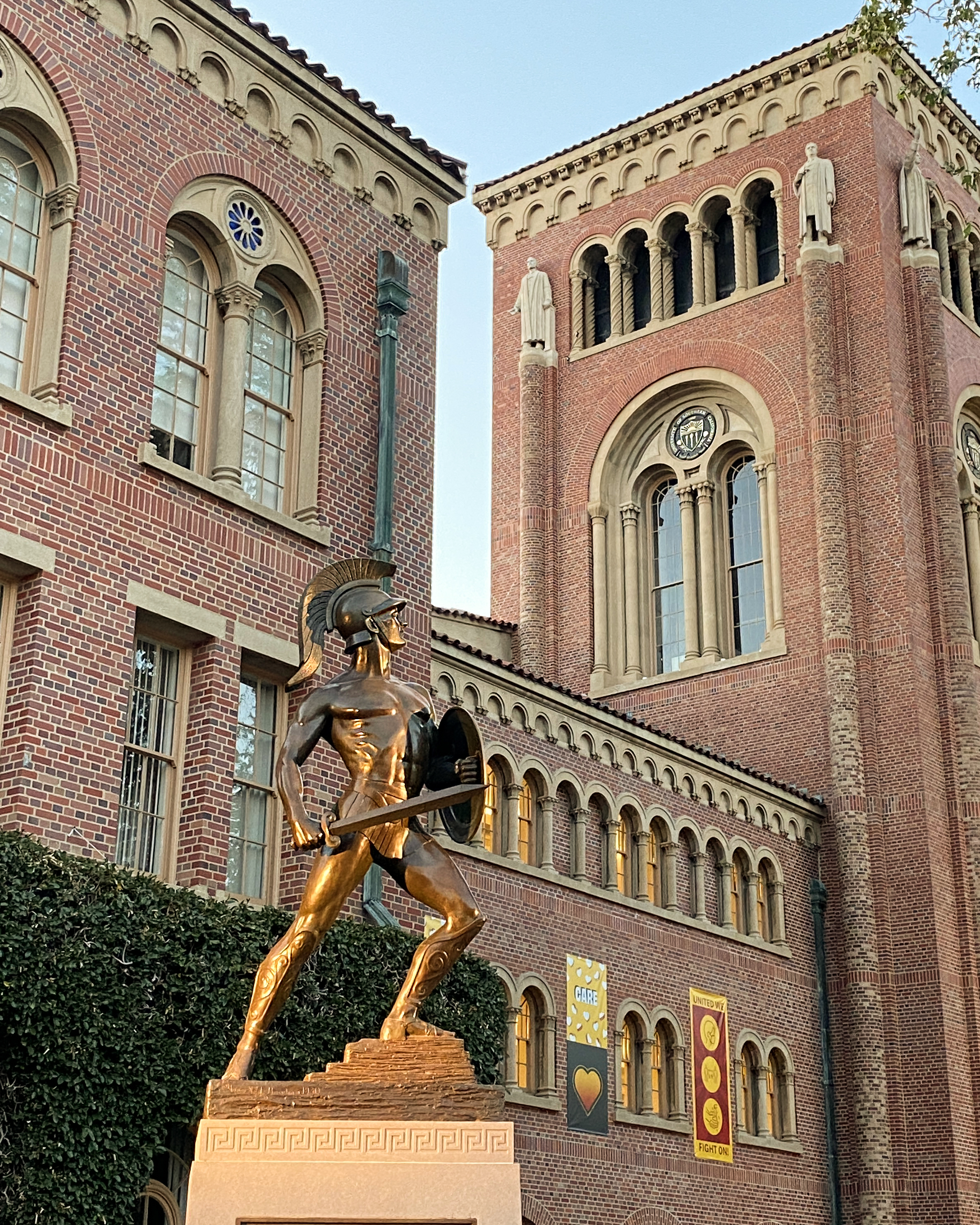
Tommu Trojan, mascotte non officielle de l'USC.
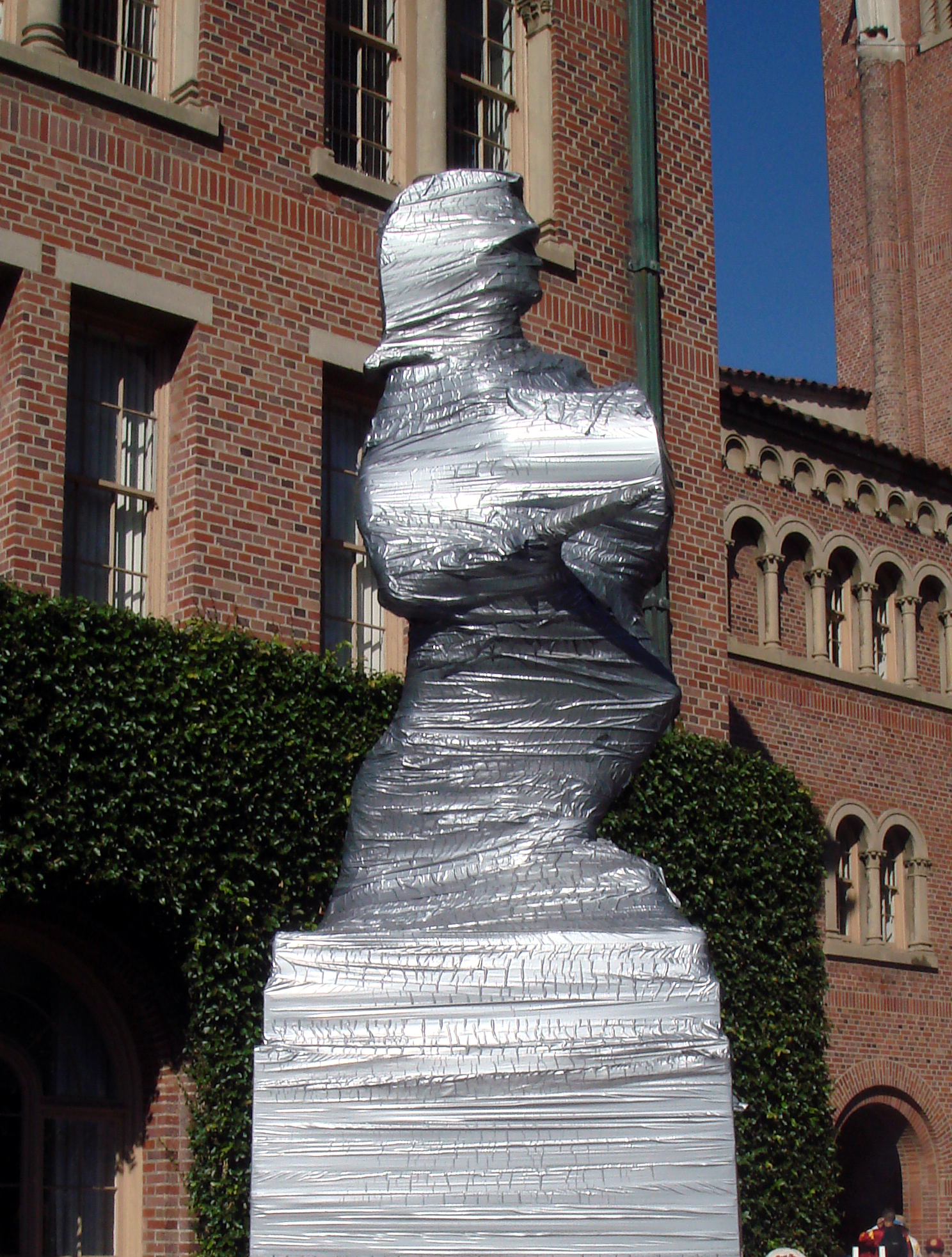
La statue protégée des vandales de l'UCLA.

### FanfareSpirit of Troy
La fanfare officielle des Trojans de l'USC (en), connue sous le nom de Spirit of Troy, représente l'université de Californie du Sud (USC) lors de divers évènements sportifs universitaires, lors de diffusions et enregistrements de musique populaire et lors d'apparitions publiques nationales. Elle compte plus de 300 membres même si ce nombre varie fortement en fonction des prestations. Les femmes n'y ont été admises qu'à partir de 1972.
La fanfare fait sa première apparition en novembre 1918à New York, après la fin de la première guerre mondiale, à l'occasion d'un défilé de la victoire avec des militaires américains rentrant au pays. Elle donne son premier concert national en radio sur CBS le 19 avril 1939.
Elle est la seule fanfare universitaire à avoir obtenu deux disques de platine, et elle a travaillé en compagnie de nombreuses célébrités dont John Williams, Michael Jackson, Diana Ross, Radiohead, Beyoncé, Doc Severinsen, George Clinton, Fleetwood Mac, The Three Tenors, John Dolmayan, Shavo Odadjian, Odesza, et The Offspring. De plus, le groupe a joué pour cinq présidents américains, aux Jeux olympiques d'été de 1932 et de 1984, aux Oscars du cinéma, aux Grammy Awards 1966, cinq apparitions aux expositions internationales, à la coupe du monde de football 1994 et à la finale de la saison 7 d'American Idol. Un contingent du groupe se produit à chaque match de football américain de l'USC, à domicile et à l'extérieur, depuis 1987. Il effectue également un voyage international au moins tous les deux ans.
Après avoir porté divers uniformes au fil des ans (en particulier ceux de style militaire), le groupe commence à utiliser des casques et des uniformes basiques de style Troyen sans fioritures en 1950.  Après plusieurs changements d'uniformes, la fanfare commence à utiliser des casques Troyens plus élaborés avec des brosses, des visières et des oreillettes en 1972.
Le « Trojan Shrine », symbole de l'USC connu sous le nom de « Tommy Trojan » (voir ci-dessus), était supposé être appelé à l'origine Spirit of Troy.

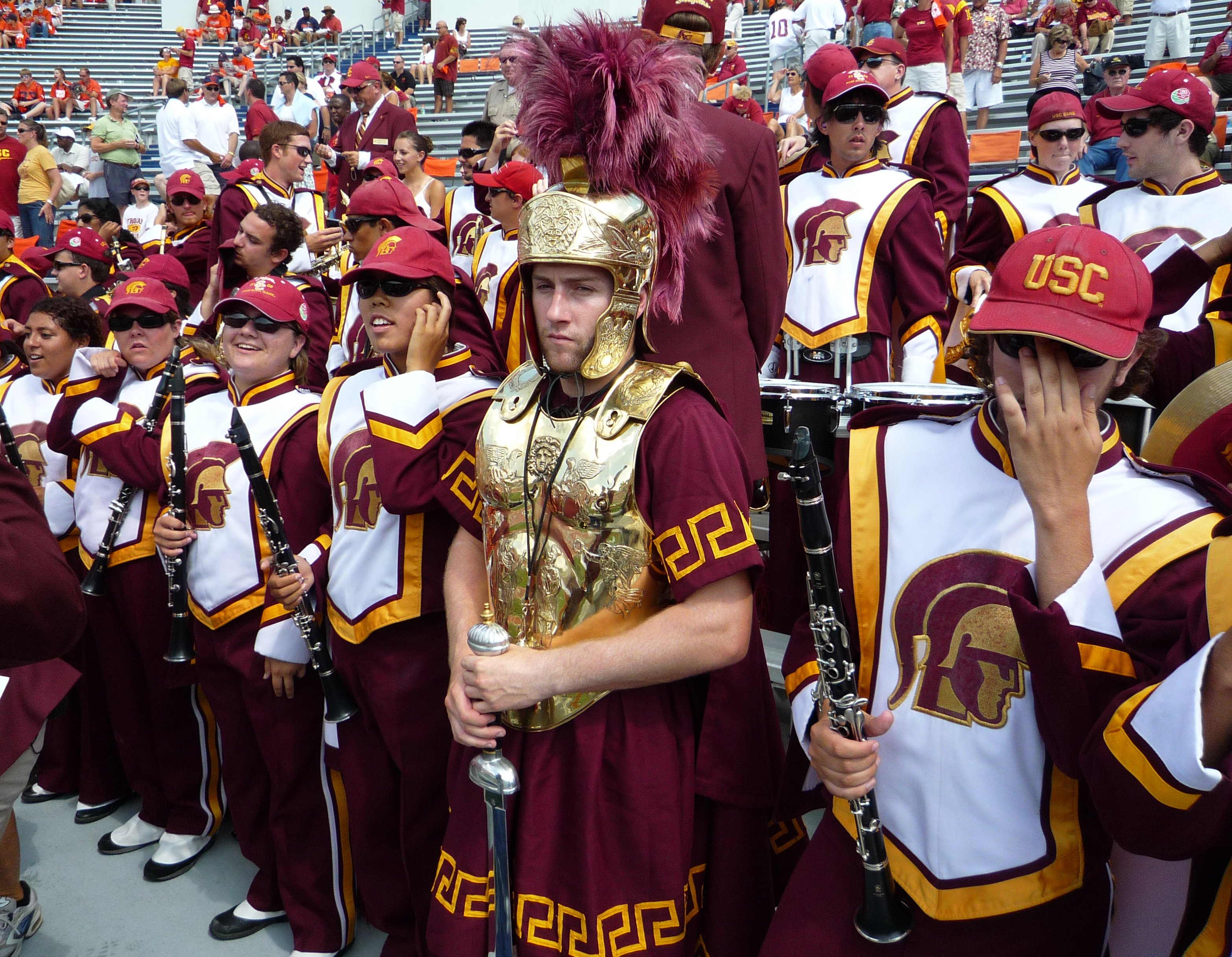
Le tambour major de la fanfare porte un uniforme élaboré et conduit la fanfare avec son épée.
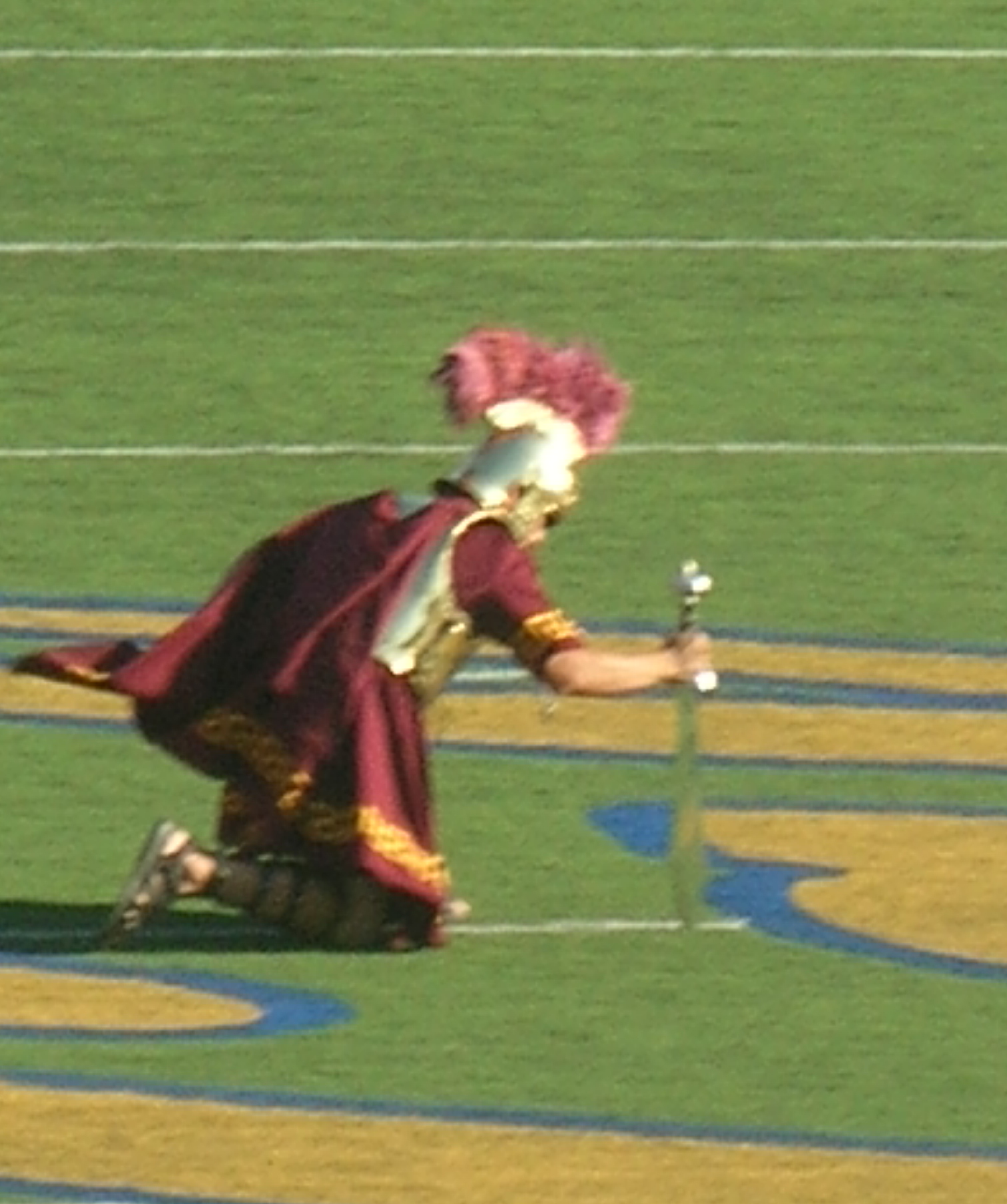
Le tambour major plantant son épée au milieu du terrain lors d'un match en déplacement contre les Golden Bears de Californie en octobre 2009.
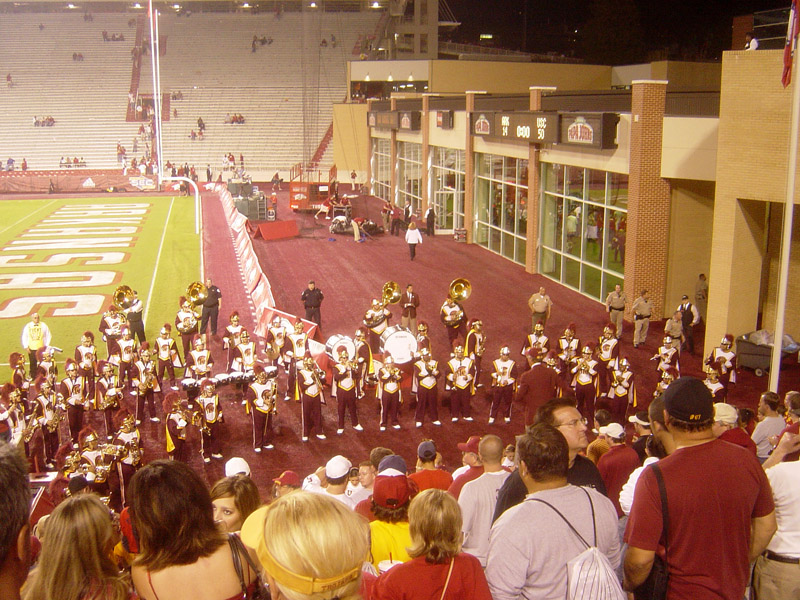
Spirit of Troy donnant un concert traditionnel d'après match pour célébrer la victoire sur Arkansas en 2006 au Razorback Stadium.
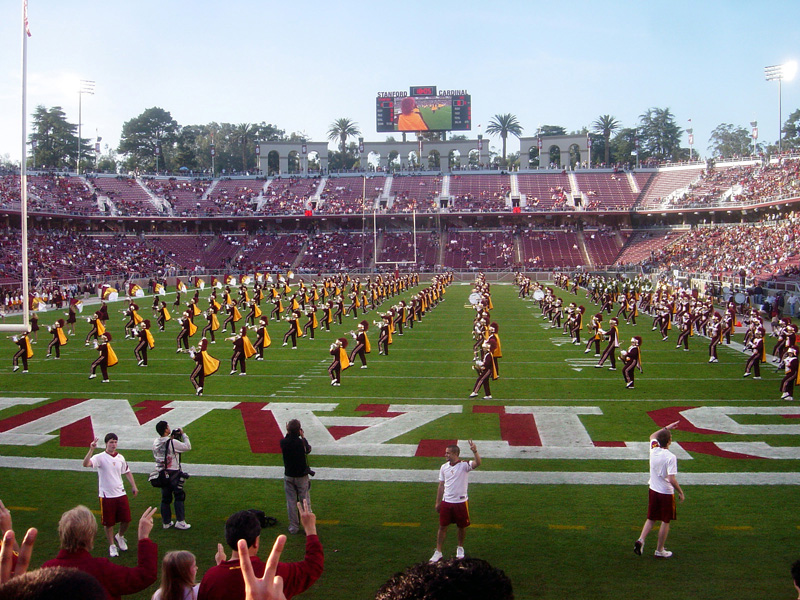
La fanfare sur le terrain du Stanford Stadium en 2006.
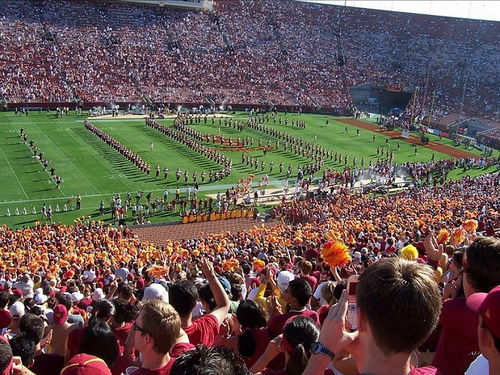
La fanfare en formation USC en 2007 au Coliseum.

## Rivalités
Au cours de trente premières années d'existence du programme de football américain, l'université a développé des rivalités avec les universités de Caroline du Sud telles que Occidental et Pomona mais celles-ci cessent dans les années 1920 lorsque l'USC rejoint la Pacific Coast Conference (en) et joue contre des équipes plus réputées .

### Perfect Day
Un Perfect Day (jour parfait en français - expression créée par Pete Arbogast (en), speaker à l'USC) représente pour chaque fan, une victoire de l'USC couplée à une défaite de UCLA et de Notre Dame.

### Notre Dame

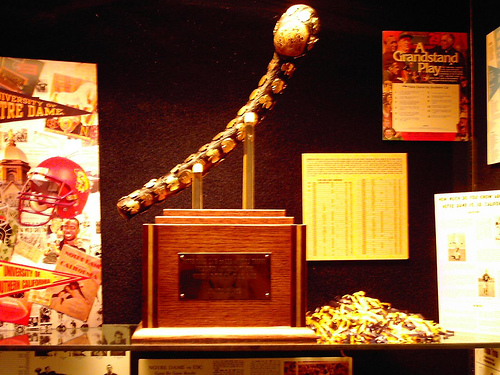
Le premier Jeweled Shillelagh exposé à Notre Dame.

La rivalité entre Notre Dame et USC a été reconnue comme la plus importante du football américain universitaire.
Les deux équipes se rencontrent chaque année depuis 1926 à l'exception des saisons 1943, 1944, 1945 (à la suite des conséquences de la seconde guerre mondiale) et de la saison 2020 (annulé à la suite de la pandémie de Covid-19). Depuis la saison 1952, le vainqueur du match conserve une année au sein de son université le trophée dénommé Jeweled Shillelagh, un gourdin en bois de jeune chêne d'Irlande sur lequel est gravé From the Emerald Isle. Après chaque victoire, un ornement en forme de bijou (différents en fonction de l'université) est ajouté sur le trophée long d'un pied (30,5 cm). Le trophée original a été retiré lors d'une cérémonie en 1995 et est maintenant exposé en permanence à l'université de Notre-Dame-du-Lac, car il n'était plus possible d'y ajouter d'ornement. Un deuxième Shillelagh (prononcé ʃɪˈleɪli, en anglais shi-LAY-lee), plus long que l'original et fabriqué à la main à partir d'un prunellier du comté de Leitrim a été créé pour perpétuer la tradition.
Ces rencontres ont mis en présence le plus grand nombre d'équipes ayant remporté le championnat national, le plus grand nombre de vainqueur du Trophée Heisman, le plus grand nombre de joueurs All-Americans et le plus grand nombre de futurs membres du Pro Football Hall of Fame que n'importe quelle autre rencontre universitaire,,,,.
En fin de saison 2023, Notre Dame mène les statistiques avec 49 victoires pour 37 à USC et 5 nuls. La victoire d'USC en 2005 et les victoires de Notre Dame en 2012 et 2013 ont été annulées par les universités respectives à la suite des sanctions de la NCAA à l'égard d'USC,.

### UCLA
La rivalité entre UCLA et USC (en) est inhabituelle car il s'agit de l'une des rares paires de programmes de Division I FBS qui sont basées dans une même grande ville et membres d'une conférence majeure. Les deux sont situés dans les limites de la ville de Los Angeles, à environ 10 milles (16 km) l'un de l'autre. Jusqu'en 1982, les deux écoles partageaient également le même stade, le Los Angeles Memorial Coliseum. Cette rivalité  est surnommée la Southern California Crosstown Cup (en) ou Crosstown Cup (anciennement Lexus Gauntlet, Crosstown Gauntlet, et SoCal BMW Crosstown Cup en fonction du sponsoring).
Les rivaux se rencontrent chaque année pour l'hégémonie au sein de leur ville. Le vainqueur a souvent le droit de participer au Rose Bowl en tant que représentant de la Pac-12. Les équipes portent leurs uniformes traditionnels à domicile lors de ces rencontres, l'USC jouant en Cardinal et l'UCLA et bleu ciel. 
Le vainqueur du match de rivalité conserve une saison le trophée dénommé Victory Bell (en). La cloche de la victoire se trouvait à l'origine sur une vieille locomotive de chemin de fer du Pacifique Sud. Elle fut remise au corps des étudiants de l'UCLA par une association d'ancien étudiants de l'université en 1939. Elle était le symbole de la victoire à l'UCLA jusqu'à ce qu'elle soit volée par une organisation de l'USC appelée les Trojan Knights (en) en 1941. Cachée dans divers endroits pendant plus d'un an, elle refait surface dans un magazine estudiantin de l'USC connu sous le nom de Wampus. Il s'ensuit une guerre entre les étudiants des deux universités qui perdure jusqu'en 1942. Les présidents des deux corps estudiantins conviennent ensuite que la cloche servirait de trophée lequel serait décerné au vainqueur du match annuel de rivalité entre les deux équipes jusqu'au prochain match où il est remis en jeu. La cloche elle-même est en laiton. Son armature métallique est peinte en bleu ou cardinal par l'université qui a remporté le match. Lorsque l'UCLA le possède, c'est l'UCLA Rally Committee qui est responsable de sa protection et de son entretien et lorsqu'elle est en possession de l'USC, ce sont les Trojans Knights qui sont chargés de cacher, de protéger et de mettre en valeur la cloche (y compris de faire sonner la cloche pendant les matchs de football à domicile),.
Le Crosstown Gauntlet Trophy est un autre trophée existant entre les deux universités. Tout au long de l'année, des points sont attribués aux gagnants des rencontres entre les Trojans et les Bruins et ce pour l'ensemble des disciplines sportives. Pour le remporter, l'université doit totaliser un minimum de 60 points et si ce nombre est inférieur, le trophée reste entre les mains du dernier détenteur,,.
En fin de saison 2023, l'USC mène les statistiques avec 50 victoires pour 34 à l'UCLA et 7 nuls.

Trophées de la rivalité UCLA-USC
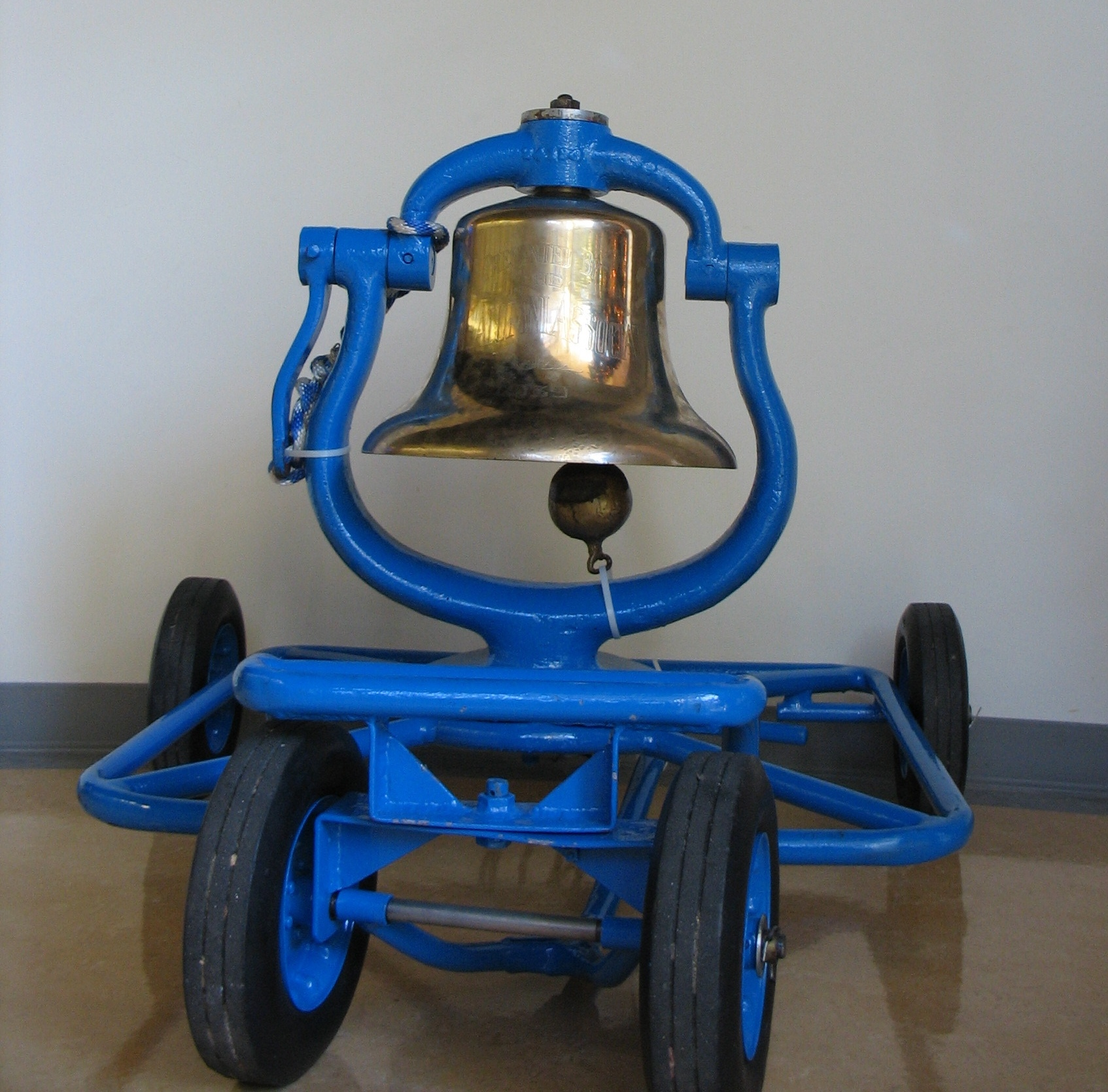
La Victory Bell détenue par l'UCLA et son support en bleu.
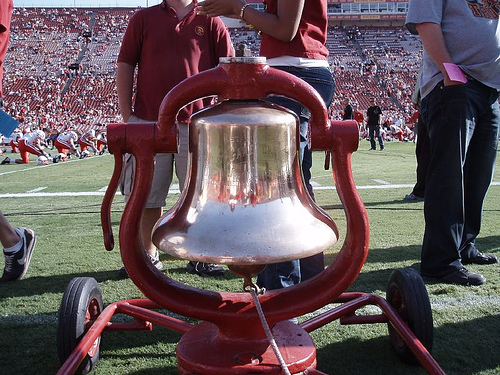
La Victory Bell détenue par l'USC et son support en carmin.
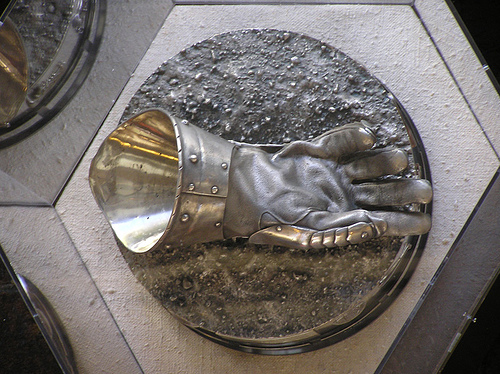
Vue supérieure du Crosstown Gauntlet Trophy en 2007.

### Stanford
La rivalité avec le Cardinal de Stanford est la plus ancienne pour l'USC puisqu'elle a commencé en 1905. Au début des compétitions de football américain sur la côte ouest, les équipes les plus en vue étaient Stanford et l'UCLA, l'USC étant légèrement en retrait de ces deux programmes. Au début et au milieu du XXe siècle, Stanford connaissait parfois des périodes de grand succès régional. L'USC et Stanford, étant les deux universités privées avec les principales équipes de football de la côte ouest, la rivalité entre ces deux universités s'est naturellement assez vite développée. Cependant, au début des années 2000, Stanford n'a plus rencontré autant de succès et la rivalité s'est de facto estompée.
Celle-ci s'est quelque peu réveillée avec l'arrivée de l'entraîneur principal Jim Harbaugh à Stanford en 2007, celui-ci ayant battu l'entraîneur Pete Carroll à deux reprises (2007, 2009) lors des trois rencontres successives jouées au Coliseum. Lors de la rencontre de 2009, USC subit d'ailleurs sa pire défaite (55-21) depuis 43 ans. Ce match a conduit le Los Angeles Times à déclarer que Stanford était devenue l'équipe en tête de liste qu'USC devait tuer,. Harbaugh ajoute une nouvelle victoire en 2010 pour Stanford contre le successeur de Carroll, Lane Kiffin (en) avant de devenir entraîneur principal en NFL chez les 49ers de San Francisco.
En fin de saison 2023, l'USC mène les statistiques avec 64 victoires pour 34 à Stanford et 3 nuls (la victoire de l'USC en 2005 a été annulée par la NCAA).

## Chants de guerre

### Fight On

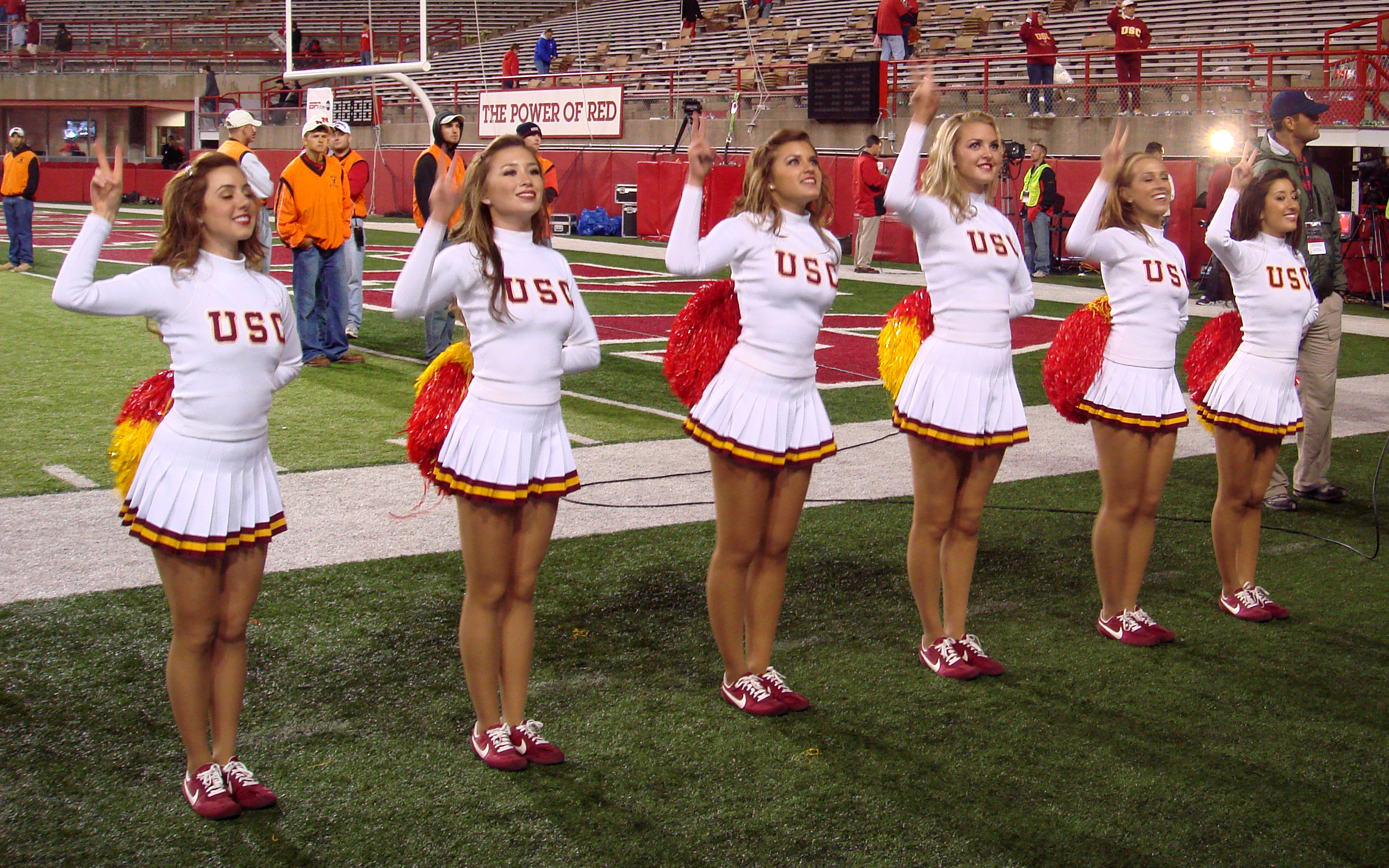
Quelques pom-pom girls d'USC effectuant le V en 2007 lors de la victoire contre Nebraska.

« Fight On » est la chanson de combat des Trojans de l'USC. Le terme « Fight On » est également utilisé comme cri de guerre, souvent avec le salut à deux doigts en "V" pour célébrer la Victoire. Le geste V se réfère aux soldats Troyens qui coupaient l'index et le majeur des soldats qu'ils faisaient prisonniers afin qu'ils ne puissent plus manier une épée au combat.
Le chant est généralement joué après les first downs et les touchdowns. Sa musique a été composée en 1922 par l'étudiant en médecine dentaire de l'université Milo Sweet dans le cadre d'un concours interne respectant les principes des Trojans. Les paroles sont de Sweet et Glen Grant. En dehors de l'université, la chanson a été utilisée dans de nombreux enregistrements et films. La chanson a également été adaptée par un groupe de travail américain lors des opérations militaires dans le Pacifique à l'occasion de la Seconde Guerre mondiale.
Fight On for ol' SC

Our men Fight On to victory.

Our Alma Mater dear,

looks up to you

Fight On and win

For ol' SC

Fight On to victory

Fight On !
— Fight On

### All Hail
Les paroles et la musique de l'alma mater de l'USC, « All Hail », ont été composées au début des années 1920 par Al Wesson, directeur de l'information sportive. Il a écrit la chanson en tant que membre étudiant de la Trojan Marching Band pour la finale d'un spectacle sur le campus en 1923.
All hail to Alma Mater,

To thy glory we sing;

All hail to Southern California,

Loud let thy praises ring;

Where Western sky meets Western sea

Our college stands in majesty.

Sing our love to Alma Mater,

Hail, all hail to thee.
— All Hail

### Conquest
Une autre chanson célèbre de l'USC est la marche processionnelle royale, « Conquest ». Cette marche n'a pas de parole. Elle est généralement jouée par la fanfare de l'université après chaque score et victoire des Trojans. Elle est devenue traditionnelle à USC depuis que les Trojans l'ont adopté en 1954 lors d'un match de basket disputé contre Oregon State.
La chanson, issue du film Capitaine de Castille de 1947, a été créée par Alfred Newman, compositeur légendaire de musique de film qui était le directeur musical des studios Twentieth Century-Fox. Newman a accordé les droits de la marche finale du film à l'USC pour l'utiliser comme thème musical pour son équipe de football américain.

### Autres
« Fanfare » est l'introduction de « Tribute To Troy » et est joué lorsque les joueurs entrent sur le terrain.
«  Tribute To Troy », est un air de musique joué par la fanfare après chaque arrêt défensif.
«  All Right Now » est joué après la réussite par l'USC d'un turnover (récupération du ballon à la suite d'une action de jeu adverse, soit une interception, un fumble adverse recouvert…) et «  Another One Bites the Dust » après un sack.
L'ouverture de l'opéra Guillaume Tell est joué au début du quatrième quart temps et Tusk (de Fleetwood Mac) est aussi joué lors du quatrième quart temps avec les fans chantant «  U-C-L-A Sucks! ».
La Marche impériale (thème de Star Wars) est jouée par la fanfare lorsqu'une pénalité majeure est sifflée contre l'USC tandis qu'elle joue Levels d'Avicii lorsque c'est l'équipe adverse qui se voit infligé une pénalité majeure.